# Egiztobe (sockenhuvudort i Kina, Xinjiang Uygur Zizhiqu, lat 47,86, long 87,00)
Egiztobe (kinesiska: 也格孜托别, 也格孜托别乡) är en sockenhuvudort i Kina. Den ligger i den autonoma regionen Xinjiang, i den nordvästra delen av landet, omkring 450 kilometer norr om regionhuvudstaden Ürümqi. Antalet invånare är 4 960. Befolkningen består av 2 417 kvinnor och 2 543 män. Barn under 15 år utgör 21,0 %, vuxna 15-64 år 73 %, och äldre över 65 år 4,0 %.
Runt Egiztobe är det mycket glesbefolkat, med 6 invånare per kvadratkilometer. Närmaste större samhälle är Oymak, 2,4 km nordväst om Egiztobe. Trakten runt Egiztobe består till största delen av jordbruksmark.
Genomsnittlig årsnederbörd är 290 millimeter. Den regnigaste månaden är oktober, med i genomsnitt 36 mm nederbörd, och den torraste är april, med 8 mm nederbörd.